# 라틴어의 역사

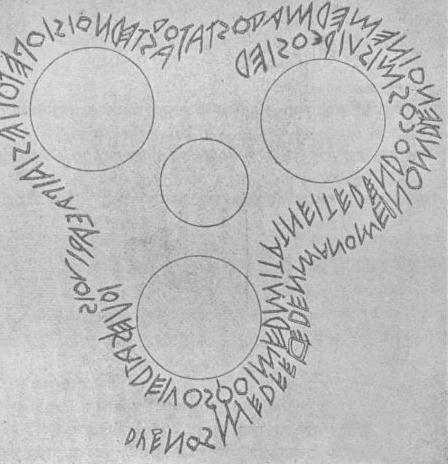
두에노스 비문. 기원전 6세기경. 두 번째로 오래된 현존 초기 라틴어 문헌.

라틴어는 이탈리아어파의 한 갈래로, 문자는 에트루리아 문자에서 나온 라틴 문자로, 원래 그리스 문자와 페니키아 문자에서 파생된 것이다. 라틴어는 기원전 9, 8세기경 북쪽에서 이탈리아반도로 들어와 라티움, 특히 고대 로마의 발상지인 테베레강 유역에 정착한 사람들이 전해온 언어이다. 라틴어는 이탈리아 북부의 켈트어 방언과 이탈리아 중부의 인도-유럽어와 에트루리아어, 이탈리아 남부의 그리스어의 영향을 받았다.
현존하는 라틴 문학 작품은 거의 고전 라틴어로 남아있는데, 고전 라틴어는 기원전 1세기경 이래 매우 양식화되고 정제된 인위적인 문어로, 로마 제국의 실제 구어는 민중 라틴어인데, 고전 라틴어와는 문법, 어휘, 나중에는 발음 면까지 상당한 차이가 있다. 또 라틴어가 로마 제국의 주요 언어였지만, 로마인들이 학습한 문학의 대부분이 그리스어로 되어 있어서 상류층에서는 그리스어도 구사했다. 이후 비잔티움 제국이 되는 로마 제국의 동부 지역은 코이네 그리스어가 라틴어로 대체되지 않고 계속 널리 쓰였다.

## 상고 라틴어

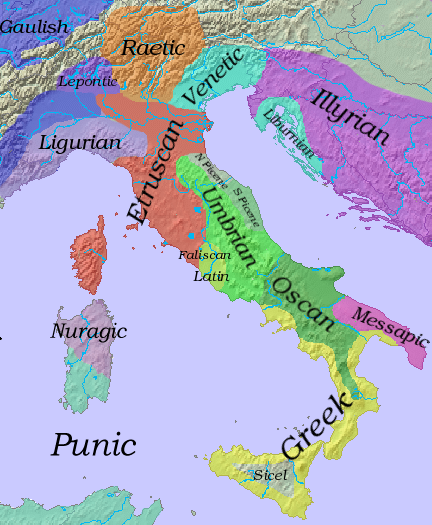
기원전 6세기경 철기 시대 이탈리아의 대략적인 언어 분포.

이탈리아어파는 인도유럽어족의 켄툼어족에 속한다. 여기에는 로망스어(프랑스어, 이탈리아어, 에스파냐어, 포르투갈어, 루마니아어 등)와 여러 멸종한 언어가 있다.
상고 라틴어(Latina archaica, 영어: Old Latin) 또는 초기 라틴어(영어: Early Latin)는 고전 라틴어 이전의 라틴어로, 기원전 75년 이전의 라틴어를 말한다.
대체로 강세 음절에서 인도-유럽어의 모음 은 대개 라틴어에도 남아있다. 슈와(schwa indogermanicum, *ə)는 라틴어에는 'a'로 남아있다.(즉 인도-유럽어의 *pəter는 pater가 된다) 이중모음은 초기 라틴어에 남아 있으나 고전 라틴어에는 단모음화되는 경향이 일부 있다(가령 oi > oe, ei > ē > ī).
이전 라틴어에서 보이는 다른 음운상의 특징으로는 격 어미 -os와 -om(나중에 -us와 -um이 된다)이다. 또 고전 라틴어에서는 모음 사이의 /s/가 /r/로 바뀌는 경우가 많다. 격 변화(declension)에 그런 현상이 나타나는데, 초기 고전 라틴어 honos, honoris가 고전 라틴어에서는 honor, honoris→"명예"가 된다. 어떤 옛 라틴어 문헌에는 이 위치에 /s/가 남아 있기도 하여, 아르발레스(arvales) 축제의 lares를 lases라고 쓰기도 한다.
원형 인도-유럽어는 원래 8격인데, 라틴어에는 6격 이 남아있다. 인도-유럽어의 처격(locativus)은 몇몇 지명과 명사의 격변화에 남아있다. 가령 Roma 로마[*]는 Romae, domus→집은 domī가 처격이다. 구격(instrumentalis)은 부사 형태 어미 -ē로 남아있다.

## 고전 라틴어

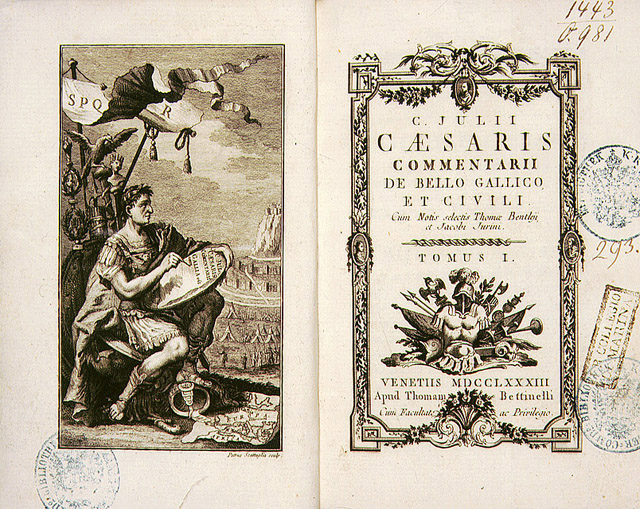
율리우스 카이사르의 갈리아 전기는 유명한 고전 라틴어 작품으로 손꼽힌다.

고전 라틴어는 고대 로마에서 보통 "고전적인" 라틴 문학으로 여겨지는 라틴어 형태를 말한다. 고전 라틴어는 라틴 문학의 황금시대(대체로 기원전 1세기부터 기원후 1세기까지)와 백은 시대(기원후 1,2세기)까지를 이른다.
오늘날 "고전 라틴어"라 부르는 것은 매우 정제되고 양식화된 문학 언어로 초기 라틴어(초기 라틴어 작품은 별로 남아있지 않다)에서 뽑아내어 만들어낸 것이다. 고전 라틴어는 아티카 그리스어를 원형으로 초기 라틴어를 재구성한 것이다. 고전 라틴어는 대 카토나 플라우투스, 혹은 루크레티우스 일부 작품까지 초기의 라틴 문학과 여러 면에서 차이가 있다. 이것은 초기 라틴어에서 분화하여, 어미꼴도 -om과 -os에서 -um과 -us로 바뀌었으며, 낱말의 의미가 확대되는(가령 '놀랍게'를 뜻하는 forte가 '열심히', '몹시'도 뜻하게 된다.) 등 어휘면에서도 차이가 생겼다. 고전 라틴어는 고대 그리스어의 고저 악센트(pitch accent)와 달리 강세 악센트(stress accent)로 발음한다.
로마의 일반인들이 특히 기원후 2세기부터 쓰던 구어 라틴어는 보통 민중 라틴어라고 한다. 민중 라틴어는 어휘, 문법면에서 고전 라틴어와 차이가 있으며, 나중에는 발음도 달라졌다.

### 황금 시대
라틴 문학의 황금 시대(Latinitas aurea)는 대략 기원전 75년부터 기원후 14년의 기간을 이르며, 대략 로마 공화정이 몰락하고 아우구스투스가 집권한 시대이다. 여러 고전 연구가들은 이 시기를 라틴 문학의 정점으로 보고 있으며, 세련되고 양식화된 문어인 고전 라틴어를 쓰는 것은 다른 저자들도 따라야 할 이상적인 규범이라고 생각했다. 고전 라틴어는 기원후 1, 2세기인 라틴 문학의 백은 시대까지 이어졌다.

### 백은 시대
로마의 문학사에서 백은 시대는 황금 시대 직후 기원후 1, 2세기를 일컫는다. 이 시대의 문학은 전통적으로 (부당하다고 볼 수도 있으나) 황금 시대 문학보다 저급하다고 여겨졌다. 백은 시대는 두 기간으로 나눌 수 있는데, 첫 기간은 기원후 1세기 후반기의 급진적인 실험기이고, 이후는 2세기에 새롭게 나타난 신고전주의이다.
네로와 도미티아누스 치세에 소 세네카와 루카누스, 스타티우스 같은 시인들은 독특한 양식을 추구하여, 후대 비평가들의 찬사와 비난을 함께 받았다.

## 민중 라틴어

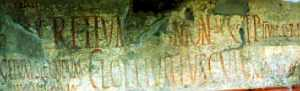
폼페이의 정치와 관련한 낙서에서 볼 수 있듯, 민중 라틴어는 로마 제국의 일반 서민이 쓰던 말이다.

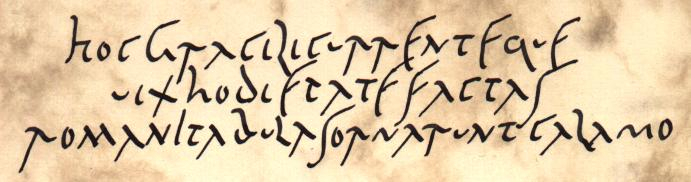
빈돌란다 서판의 옛 라틴어 필기체 복제.

구어 라틴어는 발음, 어휘, 문법면에서 고전 라틴어와 차이가 있다. 민중 라틴어의 어떤 특성은 제정 후기부터 나타났다. 다른 특징은 구어에서 훨씬 이전에 (최소한 상류층 방언에서) 나타난 것 같다. 민중 라틴어는 문어가 아닌 구어인데, 이 시기에 라틴어 구어가 여러 방언으로 갈라졌다는 증거가 있기 때문이다. 음운 자료가 거의 없으므로, 이 시기의 일상적으로 구사하는 라틴어가 어떠했는지는 의문이다.

## 같이 보기
- 로마 제국의 유산